# Интонарумори
Интонарумори (итал. Intonarumori, в переводе — шумовые модуляторы, шумовики, шумихи) — термин, использующийся для обозначения новаторских музыкальных инструментов, использовавшихся музыкантами-футуристами. Были созданы в 1913 году и в более поздние годы совместно Луиджи Руссоло, придумавшим и это название, его братом-композитором Антонио Руссоло (1909—1996) и художником Уго Пьятти (1880—1953). Причину и замысел их создания Луиджи Руссоло впервые описывает в своём манифесте «Искусство шумов», призванном обосновать и сформулировать положения реформы музыкального искусства в целом.

## Цели создания интонарумори
В своём манифесте «Искусство шумов», написанном в 1913 году, Луиджи Руссоло отмечает, что композиторы-гении, стремясь к диссонансам, «уже почти достигли шумового звучания», и приходит к своему выводу: стремление футуристов к «увеличению и обогащению звукового пространства» может быть удовлетворено лишь «добавлением и заменой звуков шумами». Композитор предлагает осуществить эту реформу при помощи «соответствующих механизмов», призванных заменить в музыкальном отношении все «ограниченное разнообразие тембров, которыми обладают [прежние] оркестровые инструменты»; этот замысел и будет реализован самим Руссоло в виде созданных им интонарумори. Звучание же новых инструментов, как задумывал музыкант, должно состоять из шумов, каждый из которых представляет собой «союз самых разнообразных ритмов — за исключением преобладающего».

## Устройство и звук
Все инструменты, образующие группу «интонарумори», предназначались для воспроизведения различных шумов при контролируемых высоте звука и динамике. Каждый инструмент по строению являлся деревянным параллелепипедом с картонным или металлическим раструбом-громкоговорителем на передней панели (для направления и усиления звука). Для извлечения звука надо было повернуть находившуюся обычно под правой рукой рукоятку на верхней панели коробки; эта рукоятка также регулировала ритм. Под левой рукой располагался рычаг, движение которого по шкале определяло высоту звука. Шкала была создана на основе диатонической гаммы и имела объём в 2—2,5 октавы. Уровень звука устанавливался по шкале тонов, полутонов и промежуточных значений в пределах октавы.
Внутри каждой коробки находились деревянные или металлические колёса, покрытые канифолью (диаметр и форма которых зависели от модели инструмента), которые должны были заставлять вибрировать натянутую струну. На колёсах находились особые защипки или зубцы, которые должны были зацеплять струну, благодаря чему и возникал звук. При этом зубцы зацепляли струны так часто, что, если рукоятка двигалась быстро, звук извлекался практически непрерывно. Натяжение струны также изменялось, что обеспечивало возможность воспроизводить глиссандо или извлекать отдельные звуки разной высоты. Один конец струны закреплялся на барабанной перепонке, передававшей колебания на громкоговоритель.
Струны были металлические, словно у балалайки, или кишечные, как у скрипки. Композитор Сергей Прокофьев, увлекавшийся творчеством Руссоло, так охарактеризовал их значение и отозвался о своём впечатлении от интонарумори в целом:

«В первом случае звук ярче, крикливее и точнее; во втором — мягче, расплывчатей и с большей примесью постороннего шума. Звук крайне чувствителен к crescendo и diminuendo, а при движении рычага через всю скалу наверх и при одновременном ускорении вращении рукоятки, получается особый животный эффект, родственный завыванию сирены. Вообще в этих инструментах много дикого и беспокойного.»— 
Важнейшую роль в звучании интонарумори играли не столько выбранные материалы, сколько их фактура и внешняя обработка. Некоторые интонарумори приводило в действие электричество. Внешне же они различались размерами и цветами: красный, жёлтый, зелёный, синий.

## Нотация
Руссоло решил создать для своих инструментов, по-настоящему революционных для того времени, не менее революционную систему нотации. В статье «Энгармоническая нотация для футуристических интонарумори», опубликованной Руссоло 11 января 1914 года, широко развивается идея о записи «в виде рисунка с повышающимися и понижающимися линиями» (эту идею несколько ранее, в 1909 году, высказывает в своём эссе «Свободная музыка» русский футурист Кульбин).
Эта идея была воплощена в жизнь самим Руссоло. Так «шумовая» музыка, сочиняемая для интонарумори, получила собственную систему нотации, называемую графической нотацией, где звуки изображались при помощи линий, фигур, плоскостей. Партитуры сочинений для интонарумори представляли собой диаграммы или схемы, в которых было указано вступление инструмента, длительность и громкость его звучания.

## Классификация
Незадолго до создания интонарумори в своём трактате «Искусство шумов» Луиджи Руссоло описал замысел создания своего футуристического оркестра, состоящего из различных и новых тогда инструментов, причём каждый из них должен был иметь своё особенное звучание. Он приводит классификацию этих звучаний, воспроизводящих реальные шумы, каждый из которых должен был иметь свой «тон», а в некоторых случаях и свой «аккорд». Композитор разделил их по характеру звучания на шесть базовых групп:
- Взрывы, удары, громыхание, рык, рёв, гул.
- Свист, шипение, пыхтение.
- Шёпот, бурчание, бубнение, бормотание, ворчание.
- Скрип, шорох, жужжание, визг (каких-либо предметов), трение, хруст.
- Шум от удара по керамике, камням, дереву, металлам и т. п.
- Голос животных и людей, крик, визг (живых существ), хрип, вой, вопль, причитание, стоны, плач[3].

Композитор считал, что впоследствии музыканты научатся различать до «двадцати или тридцати тысяч шумов различных».
Позднее (к 1921 году) было сконструировано в общей сложности 27 различных вариаций инструментов с именами, характеризующими производимый звук: взрывной, громыхающий, свистящий, жужжащий, хрустящий, мятый, гудящий, воющий и т. п.

## Созданные инструменты
Свой первый инструмент из группы интонарумори — «Взрыватель» (Scoppiatore) — Руссоло представил на футуристическом концерте в театре Стокки (Модена) 2 июня 1913 года. Через два месяца — 11 августа, в Милане, в доме своего друга и известного футуриста Маринетти он продемонстрировал ещё пятнадцать шумовых инструментов, присвоив каждому из них своё уникальное название, отражавшее характер издаваемого им звука: «Скрипун» (Scraper), «Треньканьщик» (Stroppiciatore), «Квакун» (Gracidatore), «Грохотальщик» (Rumbler), «Войщик» (Ululatore), «Хрустун» (Crumpler), «Трескун» (Crepitatore), «Свистун» (Sibilatore), «Ревун» (Rombatore), «Булькальщик» (Gorgogliatore), «Громыхальщик» (Tuonatore), «Жужжальщик» (Ronzatore) и др. Все инструменты входили в какую-либо семью, обычно включавшую в себя до трёх инструментов, и каждый из них имел свою высоту тона: высокий, средний или низкий регистр. Исключением стала семья из восьми интонарумори, образованная последними семью инструментами из перечисленных и «Взрывателем».
К 1921 году было создано 27 инструментов, к 1930-м их было уже около 50. Руссоло всё продолжал совершенствовать свои интонарумори, преумножая при этом их число, а вместе с этим и количество новых тембров. Более того, он изобрёл новые инструменты. Так, в 1922—24 годах появились на свет четыре версии «Шумового Гармониума» (также Руссолофон, Rumorarmonio и Psofarmonio), являвшегося клавишным инструментом с более совершенной динамикой и более широким спектром тембров интонарумори. Через год, в 1925 году Руссоло сконструировал «Энгармонический смычок» (Arco enarmonico), который взаимодействовал с обыкновенными смычковыми инструментами, однако производил звуки подобно интонарумори. В 1931 году было создано последнее изобретение Руссоло — «Энгармоническое фортепиано» (Piano enarmonico). В этом инструменте ряд струн возбуждало трение гигантского смычка. От него к нашему времени сохранился лишь механизм одной октавы.

## Репертуар
Первые пьесы для интонарумори создал сам Луиджи Руссоло в 1914 году: «Встреча автомобилей с аэропланами» (итал. Convegno di automobili e aeroplani), «Пробуждение одного города» (итал. Risveglio di una citta), «Завтрак на террасе отеля» (итал. Si pranza sulla terrazza del kursaal), «Нападение в оазисе» (итал. Combattimento nell’ oasi). Эти четыре этюда стали основой концертного репертуара Руссоло (всего же он написал около двадцати произведений). В записи они до нас не дошли.
Другие композиторы-футуристы, такие как Франческо Балилла Прателла, Франко Казавола, Альдо Джунтини, Нуччо Джузеппе Фьорда, всегда использовали интонарумори в сочетании с другими, традиционными инструментами, но не в сольной партии. Например, в одном из наиболее известных «смешанных» произведений — опере Прателлы «Авиатор Дро» (1913—14) — интонарумори имитируют взлёт и последующее крушение аэроплана. Также и в других произведениях основная роль интонарумори была звукоподражательной, что сделало их крайне необходимыми при озвучивании театрального спектакля или фильма, однако сильно противоречило изначальному замыслу Руссоло.

## История

### Интонарумори после своего возникновения. Отзывы современников
Несмотря на словесную поддержку интонарумори таких знаменитых композиторов как Сергей Прокофьев, Игорь Стравинский, Морис Равель, Артюр Онеггер, Дариюс Мийо и Эдгар Варез, никто из них не стал включать в собственные партитуры инструменты из группы интонарумори. Публика же сначала реагировала на выступления музыкантов-новаторов довольно враждебно. Так, 21 апреля 1914 года на дебютном концерте в миланском Театре Даль Верме футуристический оркестр, включая и симфонический состав, зрители освистали и забросали тухлыми овощами. Последующие концерты в Генуе (театр Политеама), Лондоне (театр Колизей), а позднее и в Париже были более спокойными, хотя скептически и консервативно настроенная публика, а особенно журналисты всё так же реагировали на концерты с игрой на интонарумори как «стадо коров, увидевших паровую машину». В начале своего существования новая футуристическая музыка так и осталась в узком кругу музыкантов-футуристов, оказавшись на обочине мировой профессиональной музыки.
Круги столичных музыкантов и меломанов в России узнали об интонарумори в том же 1914 году от русского футуриста Кульбина, публично сказавшего дословно следующее: «Футуристы устроили 18 новых приборов и 8 августа дали первый концерт в Милане, скоро явятся к нам». Гастроли футуристического оркестра шумов по России не состоялись по причине начавшейся войны. Однако слухи о нём настолько подогрели общественный ажиотаж, что российские музыканты-новаторы устроили специальный диспут, называвшийся «Наш ответ Маринетти». На этом диспуте в частности известный российский творческий деятель Артур Винцент Лурье прочёл доклад «Музыка итальянского футуризма», который содержал две ярко контрастирующие друг с другом части: «1) „Art des bruits“ итальянцев и их 15 „шумих“; 2) Истинный „Art des bruits“ — музыка интерференции, высший хроматизм — хромо-акустика». Само название доклада ярко свидетельствует о том, что идея интонарумори после их возникновения в целом не нашла себе сторонников среди музыкальных футуристов в России.
Через шестнадцать лет после создания интонарумори, 28 декабря 1929 года в Париже состоялся последний концерт Руссоло. На нём выступил с речью композитор-авангардист Эдгар Варез, который тогда положительно отозвался о руморармонио Руссоло и выразил надежду на то, что будет налажен фабричный выпуск инструмента. Однако этого не случилось. Глубоко разочаровавшись, Руссоло навсегда отказывается давать новые концерты с интонарумори.

### Интонарумори в наше время
Дальнейшая судьба первых интонарумори сложилась печально: большинство инструментов погибло в Париже при бомбардировке во время Второй мировой войны, остальные же таинственно исчезли. Однако сохранились оригинальные эскизы этих инструментов с краткими описаниями и несколько их звукозаписей,
в том числе сделанных братом Луиджи Руссоло Антонио. На основании этих источников впоследствии и создавались реплики.
В рамках празднования 100-летия итальянского футуризма, организаторы биеннале «Performa 09», сотрудничая с Центром экспериментального медиа — и исполнительского искусства (EMPAC) и Музеем современного искусства Сан-Франциско (SFMOMA), специально заказали у музыковеда Лучано Кесса, исследователя футуризма, а также взглядов и музыкальной деятельности Луиджи Руссоло, проект реконструкции первых интонарумори. По проекту Лучано Кессы предлагалось точно воспроизвести те легендарные 16 инструментов, которые были созданы Руссоло в Милане летом 1913 года. Эти точные копии были сделаны реставратором Кейзом Кэри под научным руководством Кессы в городе Уинтерс, Калифорния. Концерт, где были впервые использованы эти интонарумори, был показан в Музее современного искусства Сан-Франциско 16 октября 2009 года, а затем инструменты были отправлены в Нью-Йорк, где и прошла их презентация на биеннале, в Таун Холле, 12 ноября 2009. В сентябре 2010 года воссозданные интонарумори были впервые показаны на родине этих инструментов, а также их создателя Руссоло и футуризма, — в Италии, на концертном вечере в Музее современного искусства Тренто и Роверето (MART) в Роверето, Италия, в рамках фестиваля «Festival Transart».
Другие реконструкции интонарумори создавались скульптором Карлом Бахандасом специально для фестиваля «Wats:ON? Festival», проводимого Университетом Карнеги — Меллон, итальянским реконструктором Пьетро Верардо, нидерландским музыкантом Весселем Вестервельдом (известен также, как Der Wexel); причём все эти инструменты чаще всего регулярно используются для игры на них.

## Значение
Создание интонарумори впоследствии оказало сильное влияние на конкретную электронную музыку. Это произошло потому, что их создатель Руссоло сумел заглянуть далеко в будущее музыки и высказал многие пророческие идеи, которые стали востребованными в связи с развитием этого музыкального жанра. В частности, предложенный и реализованный Руссоло способ нотации для интонарумори уже во второй половине XX века будет применяться в немного усовершенствованном виде электронными музыкантами, а затем послужит прототипом для нотации компьютерных программ.